# 13975 Beatrixpotter
13975 Beatrixpotter este o planetă minoră (asteroid), cu un diametru de 2,711 km, din centura de asteroizi. A fost descoperită pe 30 ianuarie 1992 la Observatorul La Silla de Eric Walter Elst. 
Obiectul prezintă o orbită caracterizată de o semiaxă mare de 2,4772974 UAi, o excentricitate de 0,09, o înclinație de 5,55106 ° în raport cu ecliptica.